# Topaze (1908)
Topaze (Q45) – francuski okręt podwodny z okresu I wojny światowej, piąta zamówiona jednostka typu Émeraude. Została zwodowana 2 lipca 1908 roku w stoczni Arsenal de Toulon, a do służby w Marine nationale weszła w 1910 roku. Okręt został skreślony z listy floty 12 listopada 1919 roku.

## Projekt i budowa
„Topaze” zamówiony został na podstawie programu rozbudowy floty francuskiej z 1903 roku. Zaprojektował go inż. Gabriel Maugas, dostosowując swój poprzedni projekt (Farfadet) do napędu dwuśrubowego. Okręt miał niewielki zapas pływalności w położeniu nawodnym oraz występowały na nim częste awarie silników Diesla, co znacznie wydłużyło okres prób i opóźniło wprowadzenie do służby. W porównaniu do bliźniaczych jednostek, „Topaze” otrzymał przedłużony kiosk.
„Topaze” zbudowany został w Arsenale w Tulonie. Stępkę okrętu położono w październiku 1903 roku, a zwodowany został 2 lipca 1908 roku. Nazwa nawiązywała do kamienia szlachetnego – topazu.

## Dane taktyczno–techniczne
„Topaze” był małym okrętem podwodnym o konstrukcji jednokadłubowej. Długość całkowita wynosiła 44,9 metra, szerokość 3,9 metra i zanurzenie 3,6 metra. Wyporność w położeniu nawodnym wynosiła 392 tony, a w zanurzeniu 425 ton. Okręt napędzany był na powierzchni przez dwa silniki Diesla Sautter-Harlé o łącznej mocy 600 koni mechanicznych (KM). Napęd podwodny zapewniały dwa silniki elektryczne Sautter-Harlé o łącznej mocy 450 KM. Dwuśrubowy układ napędowy pozwalał osiągnąć prędkość 11,5 węzła na powierzchni i 9,25 węzła w zanurzeniu. Zasięg wynosił 2000 Mm przy prędkości 7,25 węzła w położeniu nawodnym oraz 100 Mm przy prędkości 5 węzłów pod wodą. Dopuszczalna głębokość zanurzenia wynosiła 40 metrów.
Okręt wyposażony był w sześć wyrzutni torped kalibru 450 mm (cztery wewnętrzne na dziobie i dwie na rufie), z łącznym zapasem 6 torped. Od sierpnia 1915 roku okręt posiadał działko pokładowe kal. 37 mm M1902 L/40. Załoga okrętu składała się z 21 (później 23) oficerów, podoficerów i marynarzy.

## Przebieg służby
„Topaze” został wcielony do służby w Marine nationale w 1910 roku Jednostka otrzymała numer taktyczny Q45. „Topaze” pełnił służbę na Morzu Śródziemnym. W sierpniu 1915 roku okręt otrzymał (wraz z bliźniaczym „Turquoise”) działko pokładowe kalibru 37 mm, stając się pierwszym okrętem podwodnym w marynarce francuskiej wyposażonym w uzbrojenie artyleryjskie. W latach 1915–1916 jednostka pływała w składzie 2. Flotylli, a w 1918 roku przeniesiona została do 3. Flotylli, stacjonując w Mudros. 12 listopada 1919 roku okręt został skreślony z listy floty.